# 李尤
李 尤（り ゆう、生没年不詳）は、後漢の官僚・文人。字は伯仁。本貫は広漢郡雒県。

## 略歴
若くして文章で名を知られた。和帝のとき、司馬相如や揚雄の風ありとして、侍中の賈逵の推薦を受けた。東観に召し出されて、和帝の命で賦を作り、蘭台令史に任じられた。安帝のときに諫議大夫となった。安帝の命を受けて謁者僕射の劉珍らとともに『東観漢記』の編纂にあたった。後に安帝が皇太子劉保を廃位して済陰王に降格させると、李尤は上書して強く諫めた。済陰王劉保が順帝として即位すると、李尤は楽安国相となった。後に83歳で死去した。著された詩・賦・銘・誄・頌・「七嘆」・「哀典」は合わせて28篇であった。

## 伝記資料
- 『後漢書』巻80上 列伝第70上